# Astíages (escriptor)
Astíages (en grec antic Ἀστυάγης), fou un escriptor i gramàtic grec autor d'un comentari sobre Cal·límac i altres tractats sobre temes gramaticals, segons Suides i Eudòxia Macrembolitissa.